# Drive-by-Download
Ein Drive-by-Download ist das unbewusste (englisch drive-by ‚im Vorbeifahren‘) und unbeabsichtigte Herunterladen (Download) von Software auf einen Rechner. Unter anderem wird damit das unerwünschte Herunterladen von Schadsoftware allein durch das Aufrufen einer dafür präparierten Website bezeichnet. Dabei werden Sicherheitslücken des Browsers oder des Betriebssystems ausgenutzt, denn laut Definition sollte mit HTML-Inhalten oder Browser-Skriptsprachen ein Zugriff außerhalb der Browser-Umgebung ohne Benutzerinteraktion nicht möglich sein.

## Manipulation von Webseiten
In vielen Fällen werden von den Angreifern gezielt Webseiten ohne Wissen der Betreiber manipuliert, indem etwa bekannte Schwachstellen bei verbreiteten Webanwendungen ausgenutzt werden. Diese manipulierten Webseiten führen dann in Verbindung mit offenen Sicherheitslücken im Browser oder im Betriebssystem zur unbemerkten Ausführung von Schadsoftware auf dem Computer des Benutzers.

## Verbreitung
IT-Sicherheits-Unternehmen berichten, dass eine Vielzahl von Webseiten durch schädliche Software infiziert sei.
Diese Methode nehme seit 2007 ständig zu und habe mittlerweile E-Mail als Hauptverbreitungsmethode für Schadsoftware verdrängt. Täglich kämen mehrere Tausend betroffene Webseiten hinzu.

## Technik
Heute beinhalten Webseiten häufig dynamische Funktionen, die durch clientseitige Technologien wie JavaScript (auch als Teil von Ajax), Java, Adobe Flash realisiert sind. Diese Techniken erlauben eine ständige Kommunikation zwischen Browser und Server, ohne dass der Benutzer eine Aktion durchführen muss. Dies wird unter anderem eingesetzt, um Werbebanner auszutauschen, Listen zu laden oder Daten an den Server zu übertragen. Üblicherweise werden diese Aktionen im Browser in einer Sandbox ausgeführt. Wenn aber der Browser oder die vom Browser benutzten Betriebssystembibliotheken eine Sicherheitslücke aufweisen, können Programme aus dieser Sandbox ausbrechen und direkt auf den Computer des Benutzers zugreifen. Dadurch ist es möglich, dass Schadsoftware ohne Mitwirkung des Benutzers auf dessen Computer ausgeführt wird.

## Schutz
Zum Schutz gegen ungewollte Drive-by-Downloads hilft es, immer die aktuelle Version des Browsers zu verwenden, Plugins wie Adobe Flash sowie den Adobe Reader immer auf dem neuesten Stand zu halten oder zu deaktivieren und diese Plugins ausschließlich von der offiziellen Seite des Herstellers zu beziehen. Insbesondere im kommerziellen Umfeld werden diese Plugins sowie für diese bestimmte Inhalte und Scripte auch auf Ebene der IT-Administration abgeschaltet oder gefiltert. Auch Java-Plugins zu deaktivieren, gar nicht erst zu installieren oder aktuell zu halten, vermindert die Wahrscheinlichkeit eines Befalls.
Viele Infektionen durch Drive-by-Downloads finden nicht direkt über die angesteuerte Webseite statt, sondern durch externe, meistens kompromittierte Webseiten, die für den Benutzer unbemerkt über Scripte nachgeladen werden. Bestimmte Browser-Plug-ins verhindern das Nachladen dieser Scripte und führen sie erst nach expliziter Freigabe durch den Anwender aus, etwa NoScript für Firefox. oder die für unterschiedliche Browser verfügbaren Plugins uMatrix oder FlashBlock.
Eine weitere Möglichkeit besteht in der Verwendung einer Sandbox. Der Internetanwendung wird dabei ein definierter Speicherbereich für deren Ausführung und alle Ausgaben zugewiesen. Dadurch werden andere Speicherbereiche vor dem Überschreiben geschützt und das Ausnutzen von Speicher- und Pufferüberläufen deutlich erschwert.
Die Nutzung der Internetsoftware mit eingeschränkten Benutzerrechten erhöht ebenfalls die Sicherheit. Jedoch können bestimmte Sicherheitslücken trotz eingeschränkter Rechte einem Angreifer das Ausführen beliebigen Schadcodes ermöglichen, wodurch der Angreifer schließlich Administratorprivilegien erlangen kann.